# Verbenon
Verbenon is een bicyclisch terpeen-keton, dat in twee enantiomere vormen voorkomt, resp. (+)-verbenon en (–)-verbenon. De zuivere stof komt voor als een kleurloze tot gele, heldere, olieachtige vloeistof. Het is een bestanddeel van verschillende etherische oliën, in de eerste plaats van verbenaolie waarvan de naam afkomstig is, en terpentijnolie; ook van rozemarijn (Rosmarinus officinalis chemotype verbenon) en Artemisia diffusa (die onder meer in Iran voorkomt) bevat de olie relatief veel verbenon (meer dan 10%). Verbenon kan ook synthetisch bereid worden uit pineen.

## Eigenschappen
Verbenon heeft een matig sterke kamfer- of mentholachtige geur. Ze is goed oplosbaar in ethanol, maar bijna onoplosbaar in water.
Verbenon is samen met verbenol een feromoon voor schorskevers, waaronder de letterzetter (Ips typographus). Verbenol lokt de insecten aan, maar wanneer de dichtheid van de dieren op een boom te groot dreigt te worden, worden bijkomende kevers met verbenon afgeweerd.

## Toepassingen
Verbenon wordt als aromastof toegevoegd aan onder andere bakgoed, ontbijtgranen, snoepgoed, vis- en zuivelproducten, met een gemiddelde concentratie tussen 1 en 5 ppm.
Bosbeheerders zetten verbenon in voor de biologische bestrijding van schorskevers, vermits het een afweerstof is voor deze insecten. Moeilijkheden voor de praktische toepasbaarheid zijn de vluchtigheid (hoge dampspanning) en de korte reikwijdte van verbenon. Verbenon is slechts kortstondig werkzaam, en lokale toepassing leidt enkel tot verplaatsing van het probleem. De toepassing van insecticiden kan hiermee dus niet volledig vermeden worden.
(+)-Verbenon of levoverbenol is een hoestmiddel (expectorans).